# Света Троица (Ново село)
Вижте пояснителната страница за други значения на Света Троица.
„Света Троица“ (на македонска литературна норма: „Света Троица“) е християнски храм в Ново село, Щипско, Република Македония. Църквата е част от Брегалнишката епархия на Македонската православна църква. Обявена е за паметник на културата.
Църквата се намира югозападно от Ново село и е гробищен храм на Щип. Строена е в периода 1922 - 1925 година. Осветена е в 1925 година. Ктитор на храма е Тодор Чепреганов.